# شورا ۱۹۷۷
سیارک ۱۹۷۷ (به انگلیسی: 1977 Shura، نامگذاری:1970QY) هزار و نهصد و هفتاد و هفتمین سیارک کشف شده‌است که در ۳۰ اوت ۱۹۷۰ کشف شد.
قدر مطلق سیارک برابر ۱۱٫۴۰ است.